# Phaeosphaeriopsis amblyospora
Phaeosphaeriopsis amblyospora är en svampart som beskrevs av A.W. Ramaley 2003. Phaeosphaeriopsis amblyospora ingår i släktet Phaeosphaeriopsis och familjen Phaeosphaeriaceae.   Inga underarter finns listade i Catalogue of Life.